# مثلث الشهداء
مثلّث الشهداء هي بلدة فلسطينية جنوب مدينة جنين تقع على مفترق طرق جنين - نابلس - قباطية. سميت بهذا الاسم نسبة لشهداء الجيش العراقي الذين استشهدوا في البلدة في معركة جنين سنة 1948. معظم العائلات التي تسكنها من أراضي 48 خاصة من بلدة إجزم في حيفا و مدينة الخضيرة. قدمت عشرات الشهداء خلال انتفاضة الأقصى، وأصيب العديد وقدمت الأسرى. حيث أن بلدة مثلّث الشهداء تحتوي على على عدة عائلات منها العصاعصة، والوشاحية، وال نزال وبعض الاقليات، ويشتهر اهلها بالتجارة والزراعة - ويوجد بها مدارس للذكور والإناث ويوجد بها جميع الخدمات المتقدمة، ومن أهم معالمها مقبرة شهداء الجيش العراقي ودوار مثلث الشهداء.

## السكان
بلغ عدد سكان قرية الشهداء 159 نسمة عام 1961، وارتفع إلى 1297 عام 1997، ثم 1716 عام 2004. واصل العدد نموه ليصل إلى 2279 عام 2017، و2577 نسمة عام 2023.

## الحدود
تتوسط قرية الشهداء عدة قرى وبلدات، حيث تحدها مدينة جنين من الشمال والشمال الشرقي، ومدينة قباطية من الشرق إلى الجنوب الشرقي، مع امتداد أراضيها نحو الغرب، فيما تقع بلدة برقين إلى الشمال الغربي منها.

## وصلات خارجية
- فلسطين في الذاكرة/ مثلث الشهداء